# Clorinda Corradi
Clorinda Corradi Pantanelli (Urbino, 27 novembre 1804 – Santiago del Cile, 29 giugno 1877) è stata un contralto italiano.
È uno dei più celebri contralti italiani della prima metà dell'Ottocento. Alcune delle sue interpretazioni, tra cui quella di Luigi V di Francia in Ugo, Conte di Parigi di Donizetti, sono le prime mai realizzate per quell'opera. Ha cantato in Italia, Spagna, Cuba, Stati Uniti, Perù e Cile.

## La famiglia di origine
Clorinda proveniva da una famiglia di nobiltà cittadina (i Corradi erano stati aggregati al Secondo Ceto Nobile di Urbino nel 1749) che alla fine del Settecento aveva aderito al governo napoleonico: uno zio di Clorinda (Giovan Battista Corradi) era stato deputato della città di Urbino nel 1797.
Questo coinvolgimento della famiglia determinò gravi conseguenze economiche e sociali per i suoi membri all'indomani della Restaurazione Pontificia.

## Biografia
Clorinda nacque a Urbino il 27 novembre 1804, figlia del nobile Filippo e della nobile Vittoria Peroli.
Per le gravi liti giudiziarie, soprattutto con la famiglia Albani, con cui i Corradi avevano instaurato importanti interessi economici nel Settecento, Clorinda dovette per necessità darsi giovanissima alla vita di teatro. 
Divenne una nota cantante (contralto). A diciannove anni uscita dalla scuola dell'abile maestro di canto Filippo Celli di Urbino esordì nel modesto teatro di Recanati durante il carnevale del 1823, riscuotendo un grande successo, sostenendo la parte della protagonista dell'Italiana in Algeri e ne La Cenerentola di Gioachino Rossini. La prima donna è una bella figura sul teatro piena di freschezza e di gioventù. Così scriveva il conte Carlo Leopardi, dando ragguaglio dell'esecuzione di queste opere a suo fratello, il grande poeta:
È poi amabile, perché, non essendo ancora corrotta s'investe dei sentimenti puri, come l'amore, l'amor patrio, con tutto il fuoco di un naturale Romagnolo (!), e con una schiettezza tale che pare assolutamente esprimere il vero. Queste son le doti, che le passeranno insieme col giungere delle altre, il maggior possesso del palco, del canto ecc.
Al Teatro San Marco di Livorno nel 1824 con Elisabetta Manfredini, è Amaltea in Mosè in Egitto e Publio Ebuzio ne I baccanali di Roma di Generali.
Ma le altre doti arrivarono senza che queste passassero; infatti, dopo soli due anni di tirocinio, la giovane artista meritò di essere chiamata al prestigioso Teatro della Pergola di Firenze (1825); e da allora in poi ricevette scritture per quasi tutti gli altri principali teatri d'Italia.
Al Teatro La Fenice di Venezia nel 1829 è Neocle ne L'assedio di Corinto con Giuditta Grisi e Giovanni Battista Verger e Leonora nella prima assoluta di Rosmonda d'Inghilterra (Coccia) con Giovanni Battista Verger, Giulia Grisi e Marietta Brambilla.
Al Teatro Donizetti di Bergamo nel 1829 con Verger è Gionata in il volto di Jefte di Generali e Leodato in Gli arabi nelle Gallie.
Ancora al Teatro Comunale di Bologna nel 1829 è Gionata in Jefte, Romeo in Giulietta e Romeo (Vaccaj), Arsace in Semiramide (Rossini) con Giuditta Pasta e Domenico Reina e la protagonista in Tancredi (opera) con la Pasta e Reina.
Al Teatro Regio di Parma con Eugenia Tadolini nel 1829 è Romeo in Giulietta e Romeo e nel 1830 è Tancredi in Tancredi ed è Falliero in Bianca e Falliero.
Nella primavera del 1830, quando non aveva che 26 anni, eseguiva al Teatro della Cannobiana di Milano Felicia ne Il crociato in Egitto con Verger, Isoliero ne il Conte Ory di Rossini, nuova per quella città, in compagnia dei già celebri Gilbert Duprez, Mariani e Galli, Arsace in Aureliano in Palmira con Verger, Zadig in Zadig e Astartea di Nicola Vaccaj e Jenny nel successo della prima assoluta di Donna Bianca d'Avenello di Stefano Pavesi ottenendo le lodi del severo critico della Gazzetta di Milano, che rilevava in lei bella voce, buon metodo, sentimento ed anima. Altri giornali esaltavano anche l'estensione della sua voce, pregio che si era già manifestato ai suoi primi uditori. Ha (la Corradi) un potere di voce di una estensione straordinaria. Così Carlo Leopardi in un'altra lettera a Giacomo Leopardi:
Figurati che la Bandi di cui raccontano che alcuni inglesi comprarono il cadavere per esaminare la costruzione, da cui risultava la molteplicità prodigiosa delle sue corde, aveva due tuoni meno di questa, che ha due ottave e due tuoni limpidi, e più, sforzandosi…….. Il maestro mi ha fatto vedere sul pianoforte, che ella ha, considerando in chiave di violino dal G solreut con due tagli in collo sotto le righe fino al B mi con un taglio in collo sopra le righe e, in caso di bisogno, arriva anche al C solfaut e al C solfaut diesis. La sua chiave è di contralto, per cui è scritta la sua parte nella Cenerentola; e t'assicuro che è un gusto il vedere quel temerario uomo di Rossini così ben rivaleggiato e messo al dovere.
Dopo aver cantato con successo nei teatri più prestigiosi di mezza Italia ed aver raccolto successi in Spagna nel 1832-33, ricette un'offerta per esibirsi nell'America del Sud nell'autunno del 1835 da cui non fece più ritorno.
Il conte Carlo Leopardi fu innamorato di lei, come molti altri ricchi esponenti della borghesia risorgimentale e della nobiltà, dedicandogli sonetti e numerose lettere pubblicate nella epistolografia di Giacomo Leopardi
Dell'alto nome tuo ben degna sei,
Bella come Clorinda, e che l'ignori
Sola, modesta e schiva, come lei
Accendi più col disperarli i cuori.
Se poi quel canto onde nostr'alme bei
Udiva il Franco Eroe, più, credo, fuori
Di senno tu che i forti lo traei
Atti della viril donna, e i rigori.
E tu pur sei guerriera: oh come bella
Allor che i freddi Itali petti avvampi
Coll'ardir della fervida Isabella!
Corri tua nobil via. Sol ti rammente
Di lor fra cui la prima orma tua stampi,
Che te rammenteranno eternamente.»

## La vita in America
All’epoca, l’opera italiana godeva di grande fama internazionale e molti impresari stranieri si recavano in Italia per ingaggiare compagnie locali. Tra questi, Don Francisco Marty y Torrens, impresario de L'Avana a Cuba, progettò di formare una troupe in Italia per farla debuttare al Teatro Principal e, in seguito, valorizzare con essa il futuro Gran Teatro de Tacón, ancora in costruzione a L'Avana.
Una grande compagnia teatrale venne formata con 81 membri e nell'ottobre 1835 salpò da Livorno arrivò a Cuba nel dicembre 1835.
Tra il 1835 ed il 1840 la Compagnia Lirica, diretta dal marito di Clorinda, Raffaele Pantanelli, sotto la denominazione di Havana Company risiedette a Cuba spostandosi solo  per brevi stagioni liriche a New Orleans, nella prima metà del 1837 e poi ancora nell'inverno del 1842. Facevano parte della Compagnia Lirica anche il celebre soprano Teresa Rossi, il fratello di Clorinda, Nestore Corradi ed il celebre scienziato Antonio Meucci, impiegato come scenografo. 
Numerose e continue furono le rappresentazioni operistiche durante il periodo cubano ottenendo grandi successi principalmente con opere di Gioachino Rossini, Gaetano Donizetti e Vincenzo Bellini. 
Il 2 settembre del 1840 la Compagnia si spostò da L'Avana in Perù debuttando a Lima con Giulietta e Romeo, rimanendo a Lima per 17 mesi, riscuotendo un grande successo in un gran numero di rappresentazioni operistiche, fino a febbraio 1842. I giornali scrissero che popularizò el gusto de las operas en Lima e fu la màs célebre contralto che ha venido à America.
Tornata a New Orleans verso la metà del 1842 per un breve periodo, la troviamo di nuovo in Perù alla fine del 1842 fino a gennaio 1844, con oltre 60 rappresentazioni operistiche nel solo 1843 nel Teatro di Lima.
Successivamente Clorinda si trasferì insieme a tutta la Compagnia Lirica in Cile verso febbraio 1844.
A Santiago debuttarono il 2 aprile 1844 nel teatro dell'Università con I Capuleti e i Montecchi di Bellini, opera che indicava un cambio estetico nel pubblico: dal bel canto si passava a Giuseppe Verdi nel 1850. Lo sviluppo commerciale e le ricchezze minerarie scoperte di recente in Cile, avrebbero avuto un effetto benefico per quanto riguarda la lirica. Nel 1844 venne infatti costruito a Valparaíso un enorme e lussuoso teatro d'opera con milleseicento posti e fu inaugurato nel dicembre dello stesso anno, quando la compagnia lirica Pantanelli debuttò in questa città. I cantanti principali nella compagnia continuarono a lavorare in Cile fino al 1856. 
Clorinda Corradi Pantanelli si ritirò dalle scene nel 1856. Ma poi avendo il marito Raffaele Pantanelli di Jesi, mediocre cantante, investito i propri risparmi in un'impresa azzardata con una società francese, per fallimento di questa perse quasi ogni cosa. Aveva allora circa 50 anni, né poteva sperare molto dalla sua professione di cantante.
Ma se le era venuta meno la voce, le restava ancora l'arte, patrimonio che non si perde negli anni; e trovò di che vivere per sé e per la famiglia, accettando nel 1861 l'ufficio di maestra di Canto che le fu offerto dal Conservatorio Nazionale di Santiago del Cile.
Si ritirò nel 1873 e tre parlamentari cileni chiesero che le fosse conferita una pensione particolare riferendo in parlamento ...En la época de su gloria artística, muchos de sus lauros conquistados por el esfuerzo y el trabajo de su gloria artística, ornaron, como joyas de precio, las ofrendas que tributaban la caridad a la viudez enferma y a la orfandad desvalida. La noble artista hacía de su arte una esperanza consoladora que curaba el dolor y que tomaba bajo su amparo a la miseria. 
Ebbe un figlio, cui pose il nome di Romeo dalla bella opera belliniana che fu uno dei cavalli di battaglia del suo repertorio, ed una figlia, Alaide Pantanelli, che si unì con Antonio Gaytan, di nazionalità spagnola e massone, che si dedicò all'arte coreografica in Cile.
La Corradi morì a Santiago del Cile il 29 giugno 1877 quasi in miseria. È sepolta nel cimitero cattolico di San Lazzaro.
Un quadro di Clorinda è conservato in Santiago del Cile nel Museo di Arte Contemporanea e rappresenta Clorinda sulla scena della Norma di Bellini opera del noto pittore francese Raymond Monvoisin. Altri suoi ritratti sono conservati in musei del Cile e del Perù. Innumerevoli sono i sonetti che gli ammiratori gli hanno dedicato nel corso della sua lunga carriera artistica.

## Elenco dei teatri in cui comparve
Questo elenco è desunto dai libretti delle opere da lei cantate e dai giornali del tempo:
- 1823: Recanati, Fermo
- 1824: Recanati, Livorno
- 1825: Firenze (Teatro della Pergola)
- 1826: primavera: Chieti
- 1827: Valencia
- 1828: primavera: Messina, Lugo, Rovigo e Venezia (La Fenice)
- 1829: Lugo, Ancona, Padova, Bergamo e Bologna (Comunale) e Venezia (La Fenice)
- 1830: Parma, Milano (Cannobiana), Brescia, Stagione lirica carnevale 1829-1830
- 1831: Parma, Milano (Cannobiana), Lucca, Firenze (Teatro della Pergola),
- 1832: Barcellona, Milano (Scala)
- 1833: Valencia,
- 1834: Jesi,
- 1835: Livorno, Reggio Emilia, Ravenna (estate).
- 1836: L'Avana,
- 1837: New Orleans (Teatro d'Orleans, Teatro St. Charles), L'Avana,
- 1838: L'Avana, (Teatro Tacon), Matanzas (maggio)
- 1839: L'Avana, (Teatro Tacon)
- 1840: Lima
- 1841: Lima
- 1842: Lima, New Orleans (Teatro d'Orleans, Teatro St. Charles)
- 1843: Lima
- 1844: Lima, Valparaíso (dicembre), Santiago (Aprile)
- 1845: Valparaiso, Santiago
- 1846: Valparaiso, Santiago
- 1847: Valparaiso, Santiago
- 1848: Valparaiso, Santiago (teatro La República)
- 1850: Santiago (teatro La República)
- 1851: Santiago (teatro La República)
- 1852: Santiago (teatro La República)

Il teatro La República, situato a Santiago del Cile, il cui nome è in onore della Rivoluzione Francese, fu inaugurato nel 1848 con un'opera in cui la stessa Clorinda Corradi cantò. Il Teatro venne distrutto da un incendio il 18 ottobre 1858. Anche il Grande Teatro Victoria a Valparaiso venne inaugurato nel 1844 con Giulietta e Romeo, in cui una parte principale era affidata a Clorinda. Anche questo teatro, all'epoca il più grande del Sud America, venne distrutto da un incendio, nel 1878.